# Улица Луначарского (Таруса)
Улица Луначарского — улица в Тарусе, проходит через историческую часть города от улицы Шмидта до северо-западной границы города, где имеет продолжением Луговую улицу. Протяжённость улицы 1909 метров

## История
Проложена согласно регулярному плану застройки города 1777 года. Вела к единственному в то время мосту через овраг Посерка в «острожную часть» города, где имела продолжением Большой переулок (который позднее включила в себя). Историческое название — Кирпичная
Современное название в память выдающегося деятеля советского государства А. В. Луначарского (1875—1933).
Во время Великой Отечественной войны немецкие бомбардировки нанесли улице значительный ущерб.
На улице снят ряд эпизодов фильма «Пакет» (1965).
В 1986 году на улице по типовому проекту кинозала было возведено здание киноконцертного зала «Мир».
11 июля 2015 года на улице у пересечения с улицей Карла Либкнехта был открыт первый в России памятник поэту Николаю Заболоцкому (в 1957 и 1958 годах он жил в д. 36 на улице Карла Либкнехта). Инициаторами установки памятника выступили общественный деятель А. В. Щипков и Л. Щипкова, выполнил памятник скульптор Александр Казачок.
21 декабря 2018 года открыт музей «Чердак», в экспозиции представлены предметы быта XIX—XXI вв.
В октябре 2020 года улице было возвращено историческое название, но уже в январе следующего года переименование улицы было отложено на два года. Жители города протестуют против переименования.

## Достопримечательности

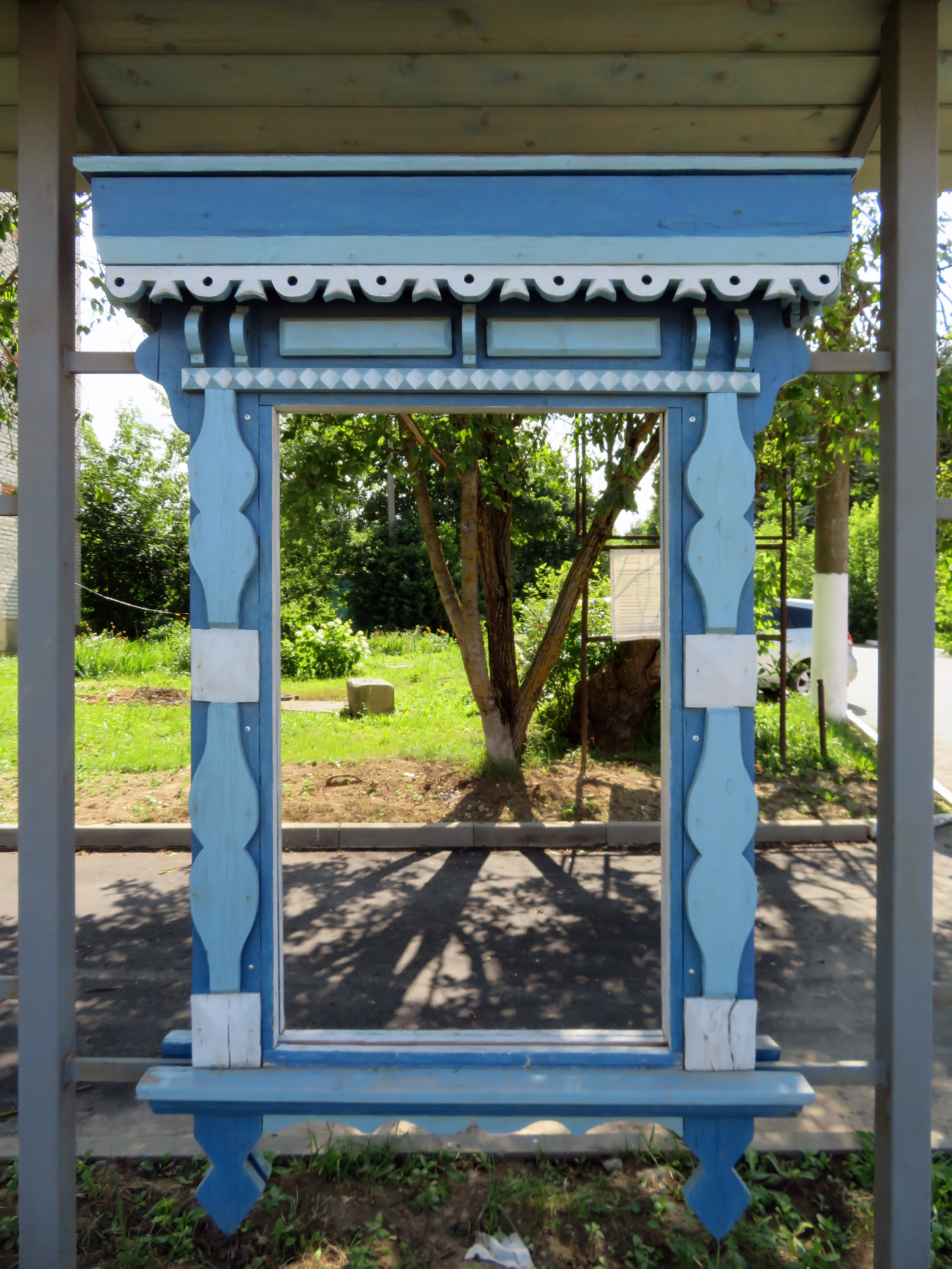
Арт-объект Тарусский наличник на улице Луначарского

д. 8 — средняя школа имени В. З. Власова
д. 24/10 — здание бывшего земства
д. 33А — киноконцертный зал «Мир». Памятник Н. Заболоцкому
д. 36 — бывший дом купца Розанова
музей «Чердак»
д. 37 — бывший дом купца Позднякова
д. 39 — дом, в котором в 1916—1967 гг. жил художник В. В. Журавлев
д. 43 — бывший дом Тридона (Афанасьевых)

## Известные жители
д. 39 (снесён в 1970-е годы) — художник Василий Журавлёв (1881—1967)
д. 43 — В. Д. Шитиков